# Bankwezen in Suriname
Het bankwezen in Suriname verwijst naar de financiële dienstverlening van met name geld, leningen en betalingsverkeer In Suriname. Het bankwezen kwam na een kort begin van 1829 tot 1831 definitief op gang met de oprichting van De Surinaamsche Bank in 1865.

## Voorgeschiedenis
In 1679 werd het tekort aan Nederlands kleingeld in Nederlands-Guiana aangepakt door de uitgifte van een eigen Surinaamse munt. Op de munten was een papegaai op een boomtak te zien. De papegaaienmunten raakten versleten en raakten daardoor buiten gebruik. Rond 1750 werd suiker steeds minder gebruikt als betaalmiddel en werd steeds meer betaald met Nederlands geld. De schaarste aan muntgeld die toen ontstond werd opgevangen door gewone speelkaarten met kentekens als kaartengeld in te zetten. Deze kaarten werd in 1829 buiten gebruik gesteld, nadat er voor ƒ 400.000 aan munten vanuit Nederland naar Suriname waren aangevoerd.

## Geschiedenis

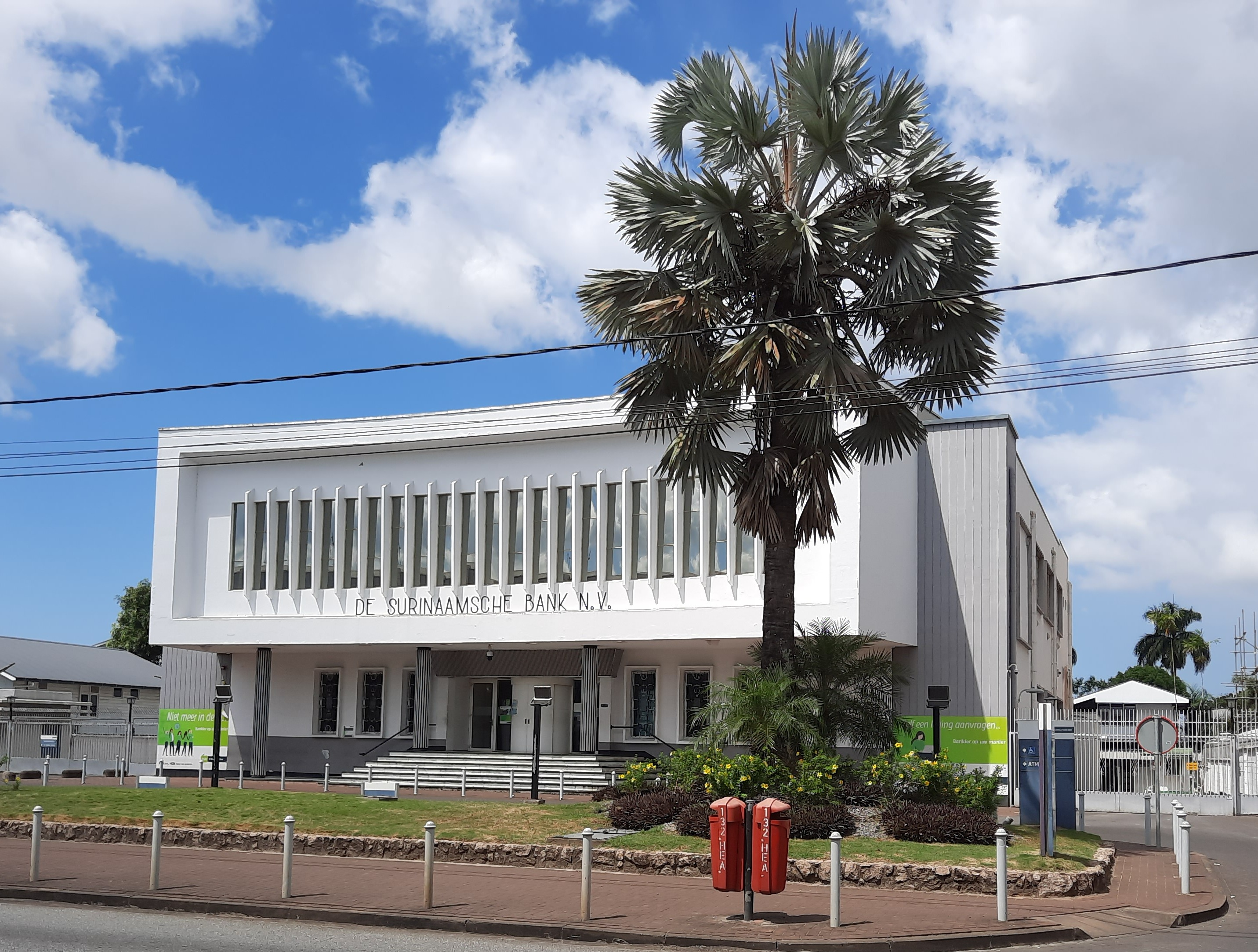
DSB aan de Henck Arronstraat, 2022

De eerste bank van Suriname was de Particuliere West-Indische Bank. Deze werd in 1829 in Nederland opgericht en verkreeg in Suriname het recht om bankbiljetten uit te geven. Verder kocht en verkocht ze wisselbrieven en verstrekte ze leningen en hypotheken. In 1831 werd de bank beëindigd. Vervolgens kende Suriname geen bank meer totdat De Surinaamsche Bank (DSB) op 19 januari 1865 werd opgericht. Deze bank verkreeg eveneens het recht om bankbiljetten uit te geven en fungeerde verder als commerciële bank.
In 1918 richtte de overheid de West-Indische Cultuurbank op met het doel om kredieten te verstrekken ten behoeve van de financiering van de plantages in Suriname. Deze bank werd geen succes. In 1936 werd de Vervuurts Bank opgericht. Toen deze in 1973 in financiële problemen raakte, werd ze omgezet naar de Hakrinbank (Handels-, Krediet- en Industriebank NV). De financiering van huizen gebeurde voor de Tweede Wereldoorlog door de Surinaamse Postspaarbank, particuliere geldverstrekkers en notarissen. Consumptieve kredieten werden verstrekt door districtsleenbanken en pandhuizen.
In 1950 stelde de overheid een Bankcommissie in die toezicht op het bankwezen hield. In 1947 was ondertussen de Volkscredietbank opgericht. De bancaire sector ontwikkelde zich snel in de naoorlogse jaren vanwege het onderontwikkelde bankwezen in de decennia ervoor, als tegenreactie tegen woekerrentes, de economische groei van die jaren en de gewijzigde staatkundige verhoudingen waardoor veel beslissingen over Suriname in Suriname zelf werden genomen. Op 1 april 1957 werd de Centrale Bank van Suriname opgericht die de uitgifte van bankbiljetten overnam van De Surinaamsche Bank. In 1971 richtten enkele banken de Surinaamse Bankiersvereniging op om gemeenschappelijke belangen te bespreken.

## Crises bij de Centrale Bank 2014-2020

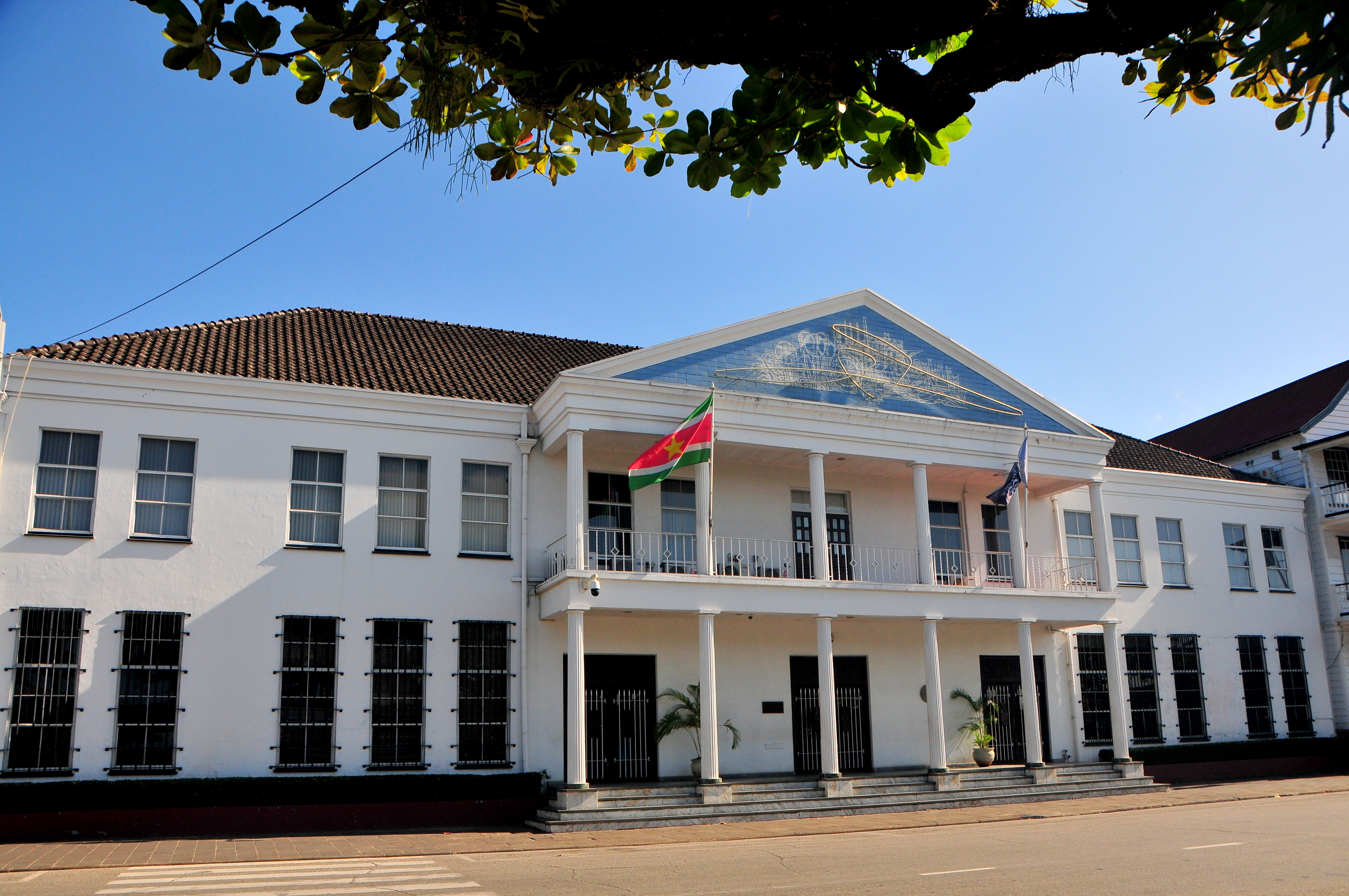
De CBvS aan de Waterkant, 2022

In de jaren 2010 was Gillmore Hoefdraad van grote invloed op de financiële wereld en een hoofdrolspeler in de crises bij de Centrale Bank van Suriname (CBvS). Hij was tot 2015 governor van de centrale bank en in de vijf jaar erna minister van Financiën. Glenn Gersie was van 2015 tot 2019 governor en werd toen opgevolgd door Robert-Gray van Trikt. In deze jaren kwam de CBvS twee maal in een diepe crisis terecht. 
Sinds 2014 publiceerde de CBvS jarenlang geen jaarrekeningen meer. Volgens Hans Moison – van medio 2015 tot begin 2017 adviseur en directielid bij De Surinaamsche Bank – leed de CBvS in 2015 en 2016 ongeveer een miljard Surinaamse dollar verlies (de koers was ongeveer 1 euro voor 4 dollar) vanwege onjuist geprijsde valutaswaps. Het eigen vermogen werd daardoor negatief waardoor de bank technisch failliet was. Indirect lag de oorzaak bij het kabinet-Bouterse, omdat die rekeningen van bedrijven niet betaalde en die daardoor hun leningen bij banken niet konden aflossen. Tegen 2020 werd er op grote schaal monetair gefinancierd met de kasreserves van de bank, in feite het spaargeld van het volk. Dit leidde tot enorme verliezen voor de CBvS en daarmee van het spaargeld van de bevolking. Moison (2020) verwijt de governors van toen dat ze "klaarblijkelijk geen begrip hebben van rentepariteit, valutatermijnkoersen, het verschil tussen economisch en juridisch eigendom, noch van fatsoenlijk bankieren ... Wat een blamage."
Daarnaast werd geld aan de CBvS onttrokken, evenals aan andere banken. Hoefdraad is gevlucht en werd bij verstek tot 12 jaar gevangenisstraf veroordeeld. Van Trikt werd in 2022 veroordeeld tot 12 jaar cel. Hij heeft hoger beroep aangetekend (stand 2023).

## Lijst
Hieronder staan huidige en historische banken in Suriname. De lijst is mogelijk niet compleet.
Daarnaast zijn er andere financiële initiatieven, zoals de Capital  Market Day in het Clevia Park in Paramaribo Noord. Deze dagen zijn bedoeld om te beleggen in vastgoed en worden sinds 2022 meerdere keren per jaar georganiseerd.
| Bank                                          | Actief | Gestart | Gestopt | Toelichting                                                 |
| --------------------------------------------- | ------ | ------- | ------- | ----------------------------------------------------------- |
| Centrale Bank van Suriname                    | ja     | 1957    |         | Uitgifte bankbiljetten                                      |
| West-Indische Bank                            | nee    | 1829    | 1831    | Beëindigd                                                   |
| De Surinaamsche Bank                          | ja     | 1865    |         | Uitgifte bankbiljetten tot 1957                             |
| West-Indische Cultuurbank                     | nee    | 1918    | ?       | Opgegaan in De Surinaamsche Bank                            |
| Surinaamse Trustmaatschappij                  | nee    | 1952    | ?       | Onderdeel van De Surinaamsche Bank                          |
| Financieringsmaatschappij Paramaribo          | nee    | 1957    | ?       | Onderdeel van De Surinaamsche Bank                          |
| Hakrinbank                                    | ja     | 1936    |         | Tot 1973 Vervuurtsbank                                      |
| Nationale Trust- en Financieringsmaatschappij | nee    | 1971    | ?       | Dochter van Hakrinbank                                      |
| ABN AMRO, Paramaribo                          | nee    | 1957    | 2018    | Tot 1990 Algemene Bank Nederland                            |
| Surinaamse Administratie Maatschappij         | nee    | 1960    | ?       | Dochter van Algemene Bank Nederland                         |
| Surinaamse Financierings Maatschappij         | nee    | 1965    | ?       | Dochter van Algemene Bank Nederland                         |
| Volkscredietbank                              | ja     | 1949    |         |                                                             |
| Landbouwbank                                  | nee    | 1972    | 2015    | Overgenomen door Surinaamse Volkscredietbank                |
| Surinaamse Postspaarbank                      | ja     | 1903    |         |                                                             |
| Nationale Investeringsbank                    | nee    | 1950    | 1969    | Overgenomen door Nationale Ontwikkelingsbank                |
| Nationale Ontwikkelingsbank                   | ja     | 1963    |         |                                                             |
| Surinaamse Hypotheekbank                      | nee    | 1951    | ?       |                                                             |
| Finabank                                      | ja     | 1991    |         |                                                             |
| Trustbank Amanah                              | ja     | 2017    |         | Dochter van Finabank                                        |
| Republic Bank, Paramaribo                     | ja     | 2015    |         | Voorheen Royal Bank Suriname                                |
| Godo                                          | ja     | 1971    |         | Coöperatieve Spaar- en Kredietbank, Banklicentie sinds 2010 |
| Surichange Bank                               | ja     | 1996    |         | Banklicentie sinds 2015                                     |

## Monumenten
Hieronder volgt een overzicht van monumenten die een onderwerp uit het Surinaamse bankwezen als thema hebben:
| Artikel                               | Type                    | Omschrijving                                                           | Foto | Kunstenaar     | Onthulling | Locatie                          |
| ------------------------------------- | ----------------------- | ---------------------------------------------------------------------- | ---- | -------------- | ---------- | -------------------------------- |
| Gedenkzuil van De Surinaamsche Bank   | beeld                   | 125-jarig jubileum DSB                                                 |      | Erwin de Vries | 1990       | Henck Arronstraat, voor de bank  |
| Borstbeeld van Carlho Wijdh           | borstbeeld              | Carlho Wijdh, oprichter van de Coöperatieve Spaar- en Kredietbank Godo |      | Erwin de Vries | 2014       | Keizerstraat                     |
| Gedenkzuil Centrale Bank van Suriname | beeldengroep/gedenkzuil | 30-jarig jubileum Centrale Bank                                        |      | Erwin de Vries | 1987       | Waterkant, achtererf van de bank |

Centrale Bank van Suriname ·
Finabank ·
Godo ·
Hakrinbank ·
Landbouwbank ·
Nationale Ontwikkelingsbank ·
Surinaamse Postspaarbank ·
Republic Bank ·
Surichange Bank ·
De Surinaamsche Bank ·
Trustbank Amanah ·
Volkscredietbank